# Chulín (islas Desertores)
Chulín es una isla del sur de Chile que pertenece a la comuna de Chaitén, Región de Los Lagos. Se encuentra en el sur del golfo de Ancud y es la más septentrional del grupo Desertores, el conjunto más oriental de islas del archipiélago de Chiloé.
Tiene 16,5 km² de superficie y una población, al año 2017, de 89 habitantes.

## Toponimia
Se ha propuesto que Chulín procede del hipotético idioma chono compuesta por chu, lexema indeterminado, y por lin «cerro». Podría expresarse que Chulín refiere a alguna condición geomórfica de la isla vista por los nativos chonos. La falta de ocurrencia de otros topónimos con el elemento «chu» dificulta la interpretación del nombre.

## Demografía
Según el censo de 2017, isla Chulín cuenta con 89 habitantes. Está organizada en comunidad, teniendo organizaciones territoriales como sindicatos y junta de vecinos. Posee una posta de salud para atención primaria y una escuela rural. La cantidad de casas habitadas no sobrepasa las 60 y existe una continua migración de lugareños a lugares urbanos de Chiloé, especialmente Achao y Dalcahue.

## Religión
En esta zona insular, al igual que en las demás islas que pertenecen al archipiélago Desertores, los habitantes son fieles representantes de la fe cristiana, organizándose para fiestas, celebraciones, vigilias y otras que contempla el calendario de la Iglesia católica.
Son los fiscales los que tienen la misión de representar la fe en la isla. Por más de 30 años, cumplió esta misión Manuel Bahamonde Mayorga. En 2008, fue reemplazado por José Bahamonde Pacheco, el fiscal actual y a quien se le ha encomendado y confiado los destinos de la «Palabra de Dios» en la isla.
Para celebrar los encuentros religiosos, la isla cuenta con la capilla de Nuestra Señora del Carmen, que fue bendecida el 20 de diciembre de 1909 e inscrita en enero de 1910.